# Шраудольф, Клаудиус

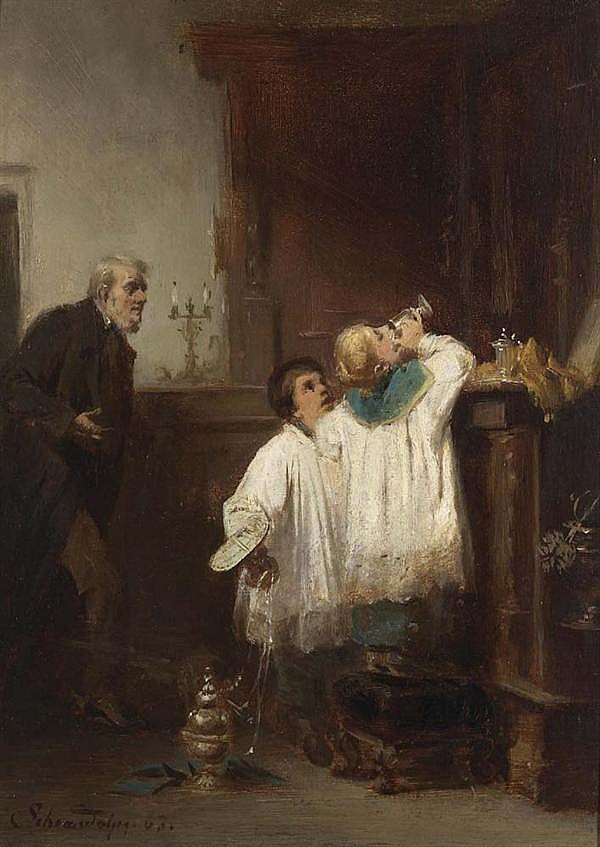
Пойманные служки

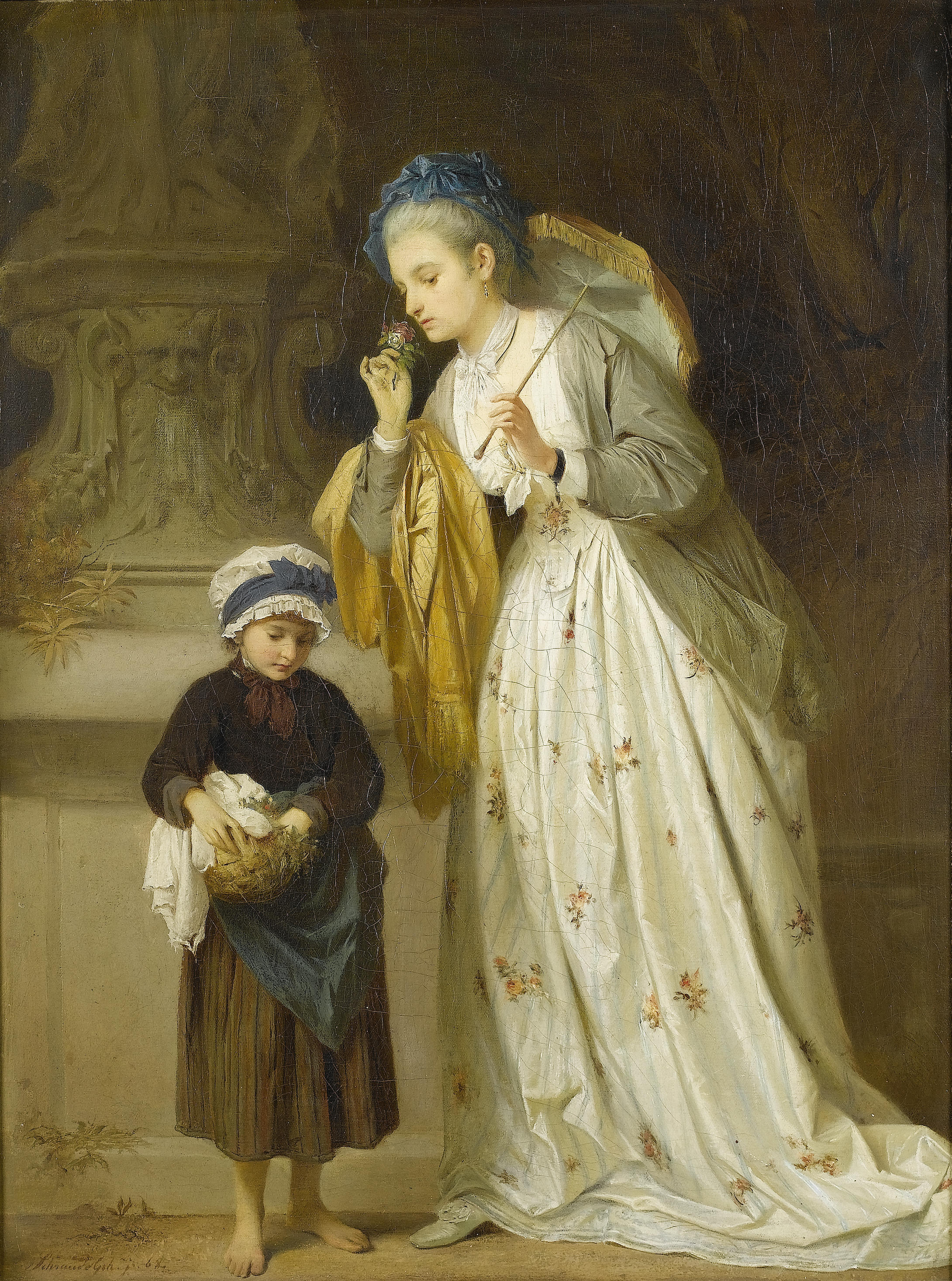
Юная продавщица цветов

Клаудиус Шраудольф известный, как Клаудиус Шраудольф Младший ( 4 февраля 1843, Мюнхен, Королевство Бавария — 4 января 1902, Мюнхен) — немецкий исторический и жанровый живописец и иллюстратор, педагог.

## Биография
Сын и ученик живописца Иоганна Шраудольфа. Племянник художника Клавдия Шраудольфа.
Помогал отцу в его работах по украшению шпайерского собора. Учился также у Германа Аншютца и Иоганна Георга Хильтеншпергера.
Вначале своего творчества писал картины на религиозные сюжеты, позже с 1866 года перешёл к жанру живописи, стал изображать бытовые сцены.
Офицером участвовал в Австро-прусско-итальянской (1866) и Франко-прусской войнах (1870—1871).
С 1883 года и до конца своей жизни был директором штутгартского королевского художественного училища (ныне Государственная академия художеств Штутгарта).
Из его картин, исполненных несколько сухо, но тщательно, в манере старинных немецких живописцев, и не лишенных поэтичности, особенно известны:
- «Девушка за фортепьяно»,
- «Фауст на пасхальном гулянье»,
- «Квартет на террасе, в Венеции»
- «Dolce far niente».

Создал много иллюстраций для гравирования на дереве и занимался декоративной живописью.